# Binzrath
Binzrath, (en luxembourgeois : Bënzert), est un lieu-dit de la commune luxembourgeoise de Mersch.